# Dziedziłów (gmina)
Dziedziłów – dawna gmina wiejska w powiecie kamioneckim województwa tarnopolskiego II Rzeczypospolitej. Siedzibą gminy był Dziedziłów.
Gminę utworzono 1 sierpnia 1934 r. w ramach reformy na podstawie ustawy scaleniowej z dotychczasowych gmin wiejskich z siedzibami we wsiach: Banunin, Chreniów, Dziedziłów, Jakimów, Sokołów i Ubinie.
Podczas wojny gminę zniesiono, a jej obszar włączono do nowo utworzonych gmin Milatyn (Banunin, Chreniów, Dziedziłów i Ubinie) i Streptów (Jakimów i Sokołów) w powiecie kamioneckim.